# Jürgen Colombo
Jürgen Colombo (Zielona Góra, Polonia, 2 de septiembre de 1949) es un deportista alemán que compitió para la RFA en ciclismo en la modalidad de pista, especialista en la prueba de persecución por equipos.
Participó en los Juegos Olímpicos de Múnich 1972, obteniendo una medalla de oro en la prueba de persecución por equipos (junto con Günter Haritz, Udo Hempel y Günther Schumacher). Ganó una medalla de bronce en el Campeonato Mundial de Ciclismo en Pista de 1971.

## Medallero internacional
| Juegos Olímpicos   | Juegos Olímpicos | Juegos Olímpicos  | Juegos Olímpicos            |
| Año                | Lugar            | Medalla           | Competición                 |
| ------------------ | ---------------- | ----------------- | --------------------------- |
| 1972               | Múnich (RFA)     | Medalla de oro    | Persecución por equipos     |
| Campeonato Mundial |                  |                   |                             |
| Año                | Lugar            | Medalla           | Competición                 |
| 1971               | Varese (Italia)  | Medalla de bronce | Persecución por equipos (A) |